# André Pujos
André Pujos (1738-1788) est un peintre miniaturiste et dessinateur de portraits français.

## Biographie

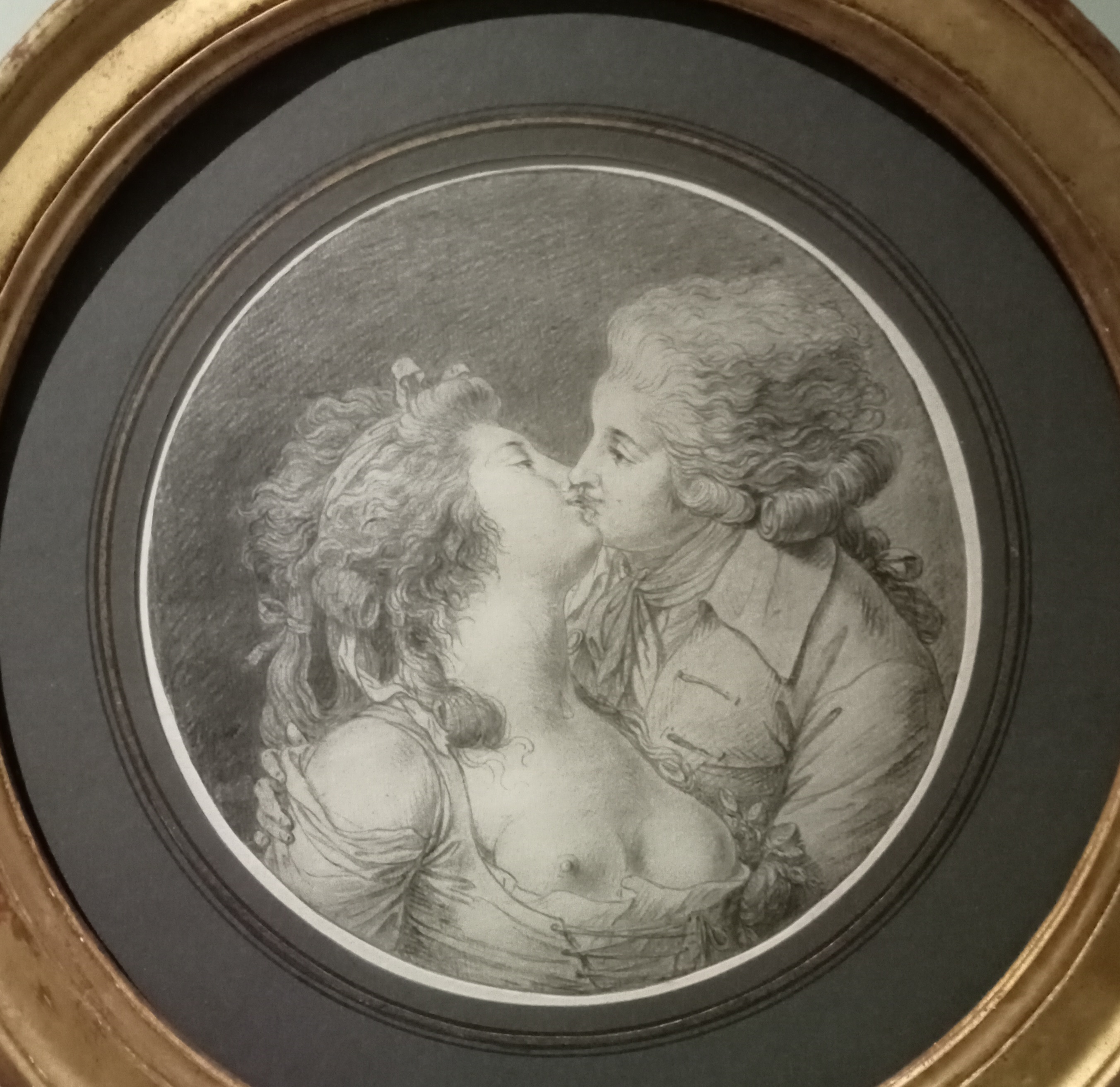
Le Baiser, musée Cognac-Jay.

Né à Toulouse vers 1738 — une autre source nécrologique de l'époque indique 1730, —, André Pujos est reçu membre de l’académie des beaux-arts de Toulouse, et de l'académie de Saint-Luc (1769-1776).
Se spécialisant dans le portrait, il monte à Paris à l'âge de 22 ans, et portraiture la plupart des grandes personnalités de son temps. Il commence d'exposer dans la capitale en 1759. Un témoin, un certain Lebrun, poète, écrit à propos de son travail : « Pujos, dans tes  dessins  quelle  docte  magie,  quelle  flatteuse vérité ! Tes crayons respirent la vie,  et  donnent  l’immortalité ».
En 1771, il se déclare parisien demeurant quai Pelletier paroisse Saint-Gervais, épouse de Marie-Thérèse Colin, elle-même propriétaire d'une maison rue des Postes, à l'entrée du côté de l'Estrapade, et héritière de l'orfèvre Jean Lequin. C'est dans cette maison qu'il s'installe ensuite et qu'il finit ses jours. Sa veuve continuera a vendre ses dessins. 
Le 15 février 1781, il est accusé d'avoir fait graver et vendu sans autorisation le portrait de la marquise de Villette[Laquelle ?].
Il est inhumé à Paris, en la paroisse Saint-Benoît, le 16 septembre 1788.

## Œuvre
Ses portraits sont conservés au musée Fabre (Montpellier), au musée Paul-Dupuy (Toulouse), à l'École nationale supérieure des beaux-arts — dont un remarquable Portrait de femme âgée, coiffée d'un bonnet — ou encore au musée Carnavalet.
Ses nombreux dessins, très délicats et expressifs, ont été traduits en gravures principalement par Louis Legrand, Vincenzio Vangelisti (1744-1798), Simon-Charles Miger, Thérèse-Éléonore Lingée, Claude-Dominique Vinsac, Pierre-François Laurent, Gérard Vidal.